# Baltic (Ohio)
Pour les articles homonymes, voir Baltic.
Baltic est un village américain situé dans les comtés de Coshocton, de Holmes et de Tuscarawas, dans l'Ohio. Selon le recensement de 2010, sa population est de 795 habitants.